# 大溪橋
大溪橋，是臺灣的一座巴洛克式建築的懸索橋，位於桃園市大溪區 ，跨越大漢溪，承載瑞安路一段與大溪老街。夜晚點燈後，橋身纜索線燈亮起，充滿異國情調，也讓大溪橋享有「情人橋」的美稱。

## 歷史
這座橋最初建於1934年，是一座竹木橋，由竹框架和分層岩石建造而成。日治時期，該橋被改建為雙孔鋼索懸索橋，全長280公尺。附近的武嶺橋和二環路通車後，居民逐漸減少對這座橋的使用。由於颱風造成的破壞，它已被重建兩次。最後在公路總局的規劃下，這座橋於2001年再次翻新，其長度變為330公尺。

## 外部連結
- 大溪橋 - 交通部觀光局 （页面存档备份，存于）
- 桃園觀光導覽網：大溪橋 （页面存档备份，存于）